# アクサコヴォ
アクサコヴォ（Aksakovo (ブルガリア語: Аксаково [akˈsakovo])、トルコ語ではアジェムレル Acemler）は、ブルガリア南東部の町、およびそれを中心とした基礎自治体。ヴァルナ州に属する。フランゲン高地の上にあり、ヴァルナから3キロメートル北西に位置している。アクサコヴォの町は17世紀に初めて記録に登場する。2004年5月27日に村から町に昇格した。

## 町村
アクサコヴォ基礎自治体（Община Аксаково）には、その中心であるアクサコヴォをはじめ、以下の町村（集落）が存在している。
- Аксаково（Aksakovo ）
- Ботево（Botevo ）
- Водица（Voditsa ）
- Въглен（Vaglen ）
- Генерал Кантарджиево（General Kantardzhievo）
- Доброглед（Dobrogled ）
- Долище（Dolishte ）
- Засмяно（Zasmyano ）
- Зорница（Zornitsa ）
- Игнатиево（Ignatievo ）
- Изворско（Izvorsko ）
- Кичево（Kichevo ）

- Климентово（Klimentovo ）
- Крумово（Krumovo ）
- Куманово（Kumanovo ）
- Любен Каравелово（Lyuben Karavelovo ）
- Новаково（Novakovo ）
- Орешак（Oreshak ）
- Осеново（Osenovo ）
- Припек（Pripek ）
- Радево（Radevo ）
- Слънчево（Slanchevo ）
- Яребична（Yarebichna）